# Pokrajina Pavia
Pokrajina Pavia (v italijanskem izvirniku Provincia di Pavia [provìnča di pavìja]) je ena od dvanajstih pokrajin, ki sestavljajo italijansko deželo Lombardija. Meji na severu z metropolitanskim mestom Milano, na vzhodu s pokrajino Lodi in z deželo Emilija - Romanja, na jugu in zahodu z deželo Piemont.

## Večje občine
Glavno mesto je Pavia, ostale večje občine so:
| Mesto     | Prebivalcev |
| --------- | ----------- |
| Pavia     | 71.486      |
| Vigevano  | 59.964      |
| Voghera   | 38.426      |
| Mortara   | 14.609      |
| Stradella | 10.922      |

## Naravne zanimivosti
Pokrajina, ki ima približno obliko trikotnika, se deli na tri geografsko različna področja: na severovzhodu Pavese (mesto Pavia z okolico), na severozahodu Lomellina (med rekami Sesia, Pad in Ticino), na jugu Oltrepò (južno od Pada, med deželama Emilija - Romanja in Piemont). Oltrepò, ki pomeni dobesedno "preko Pada", zavzema ozek ravninski pas ob reki in se nato počasi dviga med gričevjem in rodovitnimi dolinami do Apeninskih vrhov (Lesima 1724 m, Chiappo 1700 m). Pavese  je skoraj popolnoma ravninski, Pavia se nahaja v središču intenzivno obdelanih polj. Najbolj zanimiva je Lomellina, ki je bila do srednjega veka popolnoma gozdnata in nekak lovski rezervat za lombardsko plemstvo. Baje je prav politična in gospodarska rast mesta Milano povzročila neurejeno izkoriščanje lomelinskih gozdov do popolnega izčrpanja. Danes je pokrajina peščena in kljub melioracijskim posegom so ponekod še vedno vidni sabbioni, se pravi peščene sipine, ki so po izginotju gozdov popolnoma prekrile ozemlje.
Seznam zaščitenih področij v pokrajini:
- Regijski park Valle del Ticino (Parco naturale lombardo della Valle del Ticino)
- Naravni rezervat Siro Negri (Riserva naturale Bosco Siro Negri)
- Naravni rezervat Abbazia Acqualunga (Riserva naturale Abbazia Acqualunga)
- Mokrišče Palude Loja (Riserva naturale Palude Loja)
- Naravni rezervat Monte Alpe (Riserva naturale Monte Alpe)
- Naravni rezervat Boschetto di Scaldasole (Riserva naturale Boschetto di Scaldasole)
- Mokrišče Garzaia del Bosco Basso (Riserva naturale Garzaia del Bosco Basso)
- Naravni rezervat Garzaia della Carola (Riserva naturale Garzaia della Carola)
- Naravni rezervat Garzaia della Cascina Isola (Riserva naturale Garzaia della Cascina Isola)
- Mokrišče Garzaia della Roggia Torbida (Riserva naturale Garzaia della Roggia Torbida)
- Naravni rezervat Garzaia di Porta Chiossa (Riserva naturale Garzaia di Porta Chiossa)
- Naravni rezervat Garzaia di Villa Biscossi (Riserva naturale Garzaia di Villa Biscossi)

## Zgodovinske zanimivosti
V šestem stoletju so Langobardi zavzeli dober del severnega Apeninskega polotoka in postavili prestolnico v mesto Pavia. Dejansko je to bilo tedaj središče vse dežele. Nekatera današnja večja mesta v okolici (Milano, Bergamo, Piacenza, Novara) si še niso bila opomogla od barbarskih vpadov in padca cesarstva, druga (Brescia) pa so bila nasprotno toliko močna, da so se Langobardom zoperstavila, a podlegla. Tudi Pavia se je Langobardom zoperstavila, a padla je šele po triletnem obleganju. Verjetno so jo prav zaradi tega osvojevalci določili za svojo prestolnico, kot nekakšno priznanje hrabrosti, saj so se bila vsa ostala italijanska mesta vdala praktično brez vojskovanja: Langobardi so v enem letu (568 - 569) osvojili mesta Čedad, Oglej, Treviso, Vicenza, Verona, Brescia. Milano, Lucca in vsa njihova ozemlja, pod Pavio pa so stali tri leta. S tem si je mesto zaslužilo slavo prestolnice.